# As Aventuras de Gui & Estopa
As Aventuras de Gui & Estopa là loạt phim hoạt hình trên truyền hình dành cho lứa tuổi của Brasil được sáng lập bởi đạo diễn Brasil Mariana Caltabiano cho Cartoon Network vào năm 2009. Các nhân vật ban đầu được tạo ra cho một trang web dành cho trẻ em tên là Iguinho vào năm 1996, trang này đã phát triển phim hoạt hình trong nhiều năm.
Chương trình cũng được phát sóng bởi kênh Boomerang và Tooncast ở Mỹ Latinh.

## Nhân vật
- Gui "Iguinho" (Lồng tiếng bởi: Mariana Caltabiano) nhân vật chính của bộ phim. Một chú chó sục cao nguyên phía Tây trắng.[6]
- Estopa (Lồng tiếng bởi: Eduardo Jardim) một chú chó béo màu xám.
- Cróquete Spaniel (Lồng tiếng bởi: Mariana Caltabiano) một cô Spaniel Anh màu nâu. Là bạn gái của Gui.
- Pitiburro (Lồng tiếng bởi: Eduardo Jardim) một chú Pit bull màu be.
- Dona Iguilda (Lồng tiếng bởi: Mariana Caltabiano) một cô chó sục cao nguyên phía Tây trắng. Là mẹ của Gui.
- Fifivelinha (Lồng tiếng bởi: Mariana Caltabiano) một cô gái với lông màu tía.
- Ribaldo "Riba" (Lồng tiếng bởi: Arly Cardoso) một chú chuột màu xám.
- Róquete Spaniel (Lồng tiếng bởi: Mariana Caltabiano) một cô Spaniel màu be pháp. Là anh họ của Cróquete.
- Professora Jararaca (Lồng tiếng bởi: Ricardo Aidar) một cô rắn màu xanh lá cây.
- Pitibela một cô Pit bull màu be. Là bạn gái của Pitiburro.
- Pitbalinha một chú Pit bull màu be. Là em út của Pitiburro.
- Jaiminho một chú heo.
- Nerdson (Lồng tiếng bởi: Eduardo Jardim) một cậu bé. Là hàng xóm của Gui.
- Irmãozão một chú chó to và mạnh màu be.
- Justin Bibelô một chú chim màu vàng.
- Lívia một cô chó màu nâu tanin.
- Jack Pé D'Curry một chú chó màu hồng pháp.
- Bisa một cô chó màu be. Là bà cố của Gui.